# Pametna ploča
Pametna ploča (engl. smart board) je interaktivna ploča, obično većih dimenzija, na kojoj se prikazuju sadržaji putem projektora, računala ili drugih uređaja koji su na nju spojeni. Često se koristi u nastavi zbog interaktivnih karakteristika koje mogu pospješiti učenje, i prezentaciju nastavnog sadržaja. Njome se može upravljati izravno putem ekrana koji reagira na dodir ili putem drugog povezanog uređaja.